# 橋本寿
橋本 寿（はしもと ひさし、1948年（昭和23年）3月16日 - 2002年（平成14年）5月18日）は、日本の政治家。青森県上北郡六ヶ所村長（2期）。

## 経歴
青森県上北郡六ヶ所村に生まれる。中央大学経済学部卒。卒業後は国会議員秘書を経て、六ヶ所村議会議員、同教育長となる。
1997年（平成9年）六ヶ所村長に当選。2001年（平成13年）に再選。2002年（平成14年）5月、村が発注した公共工事の指名入札で業者から賄賂を受け取ったとして、警察の任意の事情聴取を受けた。聴取後、村内の林で自殺した姿で発見された。